# Elezioni parlamentari in Giappone del 1993
Le elezioni parlamentari in Giappone del 1993 si tennero il 18 luglio per il rinnovo della Camera dei rappresentanti. In seguito all'esito elettorale, Morihiro Hosokawa, esponente di Nihon Shintō, divenne Primo ministro. La guida del governo fu poi assunta da Tsutomu Hata, espressione di Nihon Shintō, quindi da Tomiichi Murayama, del Partito Socialista Giapponese, e da Ryūtarō Hashimoto, di estrazione liberal-democratica.

## Risultati
| Liste                          | Voti       | %     | Seggi |
| ------------------------------ | ---------- | ----- | ----- |
| Partito Liberal Democratico    | 22 999 646 | 36,62 | 233   |
| Partito Socialista Giapponese  | 9 687 589  | 15,43 | 70    |
| Shinseitō                      | 6 341 365  | 10,10 | 55    |
| Kōmeitō                        | 5 114 351  | 8,14  | 51    |
| Nihon Shintō                   | 5 053 981  | 8,05  | 35    |
| Partito Comunista Giapponese   | 4 834 588  | 7,70  | 15    |
| Partito Democratico Socialista | 2 205 683  | 3,51  | 15    |
| Shintō Sakigake                | 1 658 098  | 2,64  | 13    |
| Shaminren                      | 461 169    | 0,73  | 4     |
| Altri                          | 143 486    | 0,23  | –     |
| Indipendenti                   | 4 304 189  | 6,85  | 30    |
| Totale                         | 62 804 145 | 100   | 511   |